# Friedrich Wöhler
Friedrich Wöhler (født 31. juli 1800 Eschersheim (Frankfurt am Main), død 23. september 1882) var en tysk kemiker, mest kendt for sin syntese af urea (urinstof) i 1828. Dette var det første organiske stof. som blev fremstillet syntetisk fra et ikke-organisk udgangsstof. Dette førte til, at man gik bort fra teorien om, at en særlig "livskraft" ("vitalitetsprincippet") behøvedes for at skabe karbonforbindelser. Wöhler var også først til at isolere mange af grundstofferne.

## Wöhlersyntese
Wöhler syntese af urinstof blev gjort ved at behandle sølvcyanat med ammoniumklorid i en simpel syntese i ét trin:
AgNCO + NH4Cl → (NH2)2CO + AgCl